# Emil Hardegger
Emil Hardegger (* 6. September 1881 in Rorschacherberg; † 18. März 1977 in St. Gallen, heimatberechtigt in Gams) war ein Schweizer Politiker (SP).

## Biografie

### Familie und Beruf
Emil Hardegger, Sohn des Lehrers Jakob Hardegger sowie der Anna Maria geborene Buob, Absolvent des Lehrerseminars in Rorschach, war im Anschluss als Primarlehrer in Rorschacherberg, als Hilfslehrer an der Taubstummenanstalt St. Gallen, anschliessend als Lehrer bei den Spezialklassen für Schwachbegabte an der stadt-sankt-gallischen Schule eingesetzt. 
Emil Hardegger war mit der aus Ernetschwil stammenden Lehrerin Anna Martina geborene Wäspi verheiratet. Er verstarb 1977 im hohen Alter von 95 Jahren in St. Gallen. 

### Politische Laufbahn
Der der Sozialdemokratischen Partei (SP) beigetretene Emil Hardegger gehörte von 1918 bis 1927 dem Zentralschulrat sowie von 1925 bis 1927 dem Erziehungsrat an. Nachdem er seine Partei seit 1918 im St. Galler Gemeinderat vertreten hatte, erfolgte 1924 seine Wahl in den St. Galler Stadtrat, dort stand er der Steuerverwaltung sowie den Technischen Betrieben vor, 1948 legte er seine Ämter nieder. Darüber hinaus gehörte Emil Hardegger auf kantonaler Ebene von 1918 bis 1948 dem St. Galler Grossrat, auf Bundesebene von 1927 bis 1935 dem Nationalrat an.
Emil Hardegger, der über Jahre die SP des Kantons St. Gallen präsidierte, war während des Landesstreiks im November 1918 Mitglied der örtlichen Streikleitung, die erfolgreich den Streik ohne Eskalationen abwickeln konnte.